# پریبرژنی (استان بلگورود)
پریبرژنی (انگلیسی: Pribrezhny, Belgorod Oblast) یک شهرک در بخش نوووسکولسکی استان بلگورود کشور روسیه است.